# Чурсін Тимофій Дмитрович
Тимофій Дмитрович Чурсін (? — ?) — український радянський діяч, новатор виробництва, бригадир ремонтної бригади слюсарів Дніпровського електродного заводу Запорізької області. Депутат Верховної Ради СРСР 2-го скликання.

## Життєпис
На 1945—1946 роки — бригадир ремонтної бригади слюсарів Дніпровського електродного заводу міста Запоріжжя.
Потім — на пенсії.